# 蘭田館琴譜
《蘭田館琴譜》，古琴譜，寫於清乾隆二十年，序末及各卷卷首有撰輯人李光塽的朱印。李氏，福建安溪人，官至酉陽知州。其兄弟多以著述知名。江西文氏綠榕山館曾得另本抄存，後歸南京市圖書館收藏。

## 琴譜介紹
該譜有一個特點：他對於每一曲不僅標明傳自何人，而且要指出授自何人。